# Moisés Ramírez
Wellington Moisés Ramírez Preciado (* 9. September 2000 in Guayaquil) ist ein ecuadorianischer Fußballtorhüter.

## Karriere

### Verein
Er spielte in seiner Jugend bei Independiente del Valle und wechselte hier Anfang 2017 von der U20 erst fest in den Kader der B- und ab Sommer 2018 dann in den der ersten Mannschaft. Diese verliehen ihn über den Verlauf des Jahres 2019 nach Spanien zur B-Mannschaft von Real Sociedad.

### Nationalmannschaft
Sein Debüt in der ecuadorianischen Nationalmannschaft hatte er am 7. Oktober 2021 bei einem 3:0-Sieg über Bolivien während der Qualifikation zur Weltmeisterschaft 2022. Nach einem weiteren Qualifikationsspiel, in welchem er das Tor hütete, wurde er im November 2022 auch für den Kader der Mannschaft bei der Endrunde der Weltmeisterschaft 2022 nominiert.